# (15762) Rühmann
(15762) Rühmann (1992 SR24) – planetoida z pasa głównego asteroid okrążająca Słońce w ciągu 4,06 lat w średniej odległości 2,54 j.a. Odkryta 21 września 1992 roku.